# Die Brücke

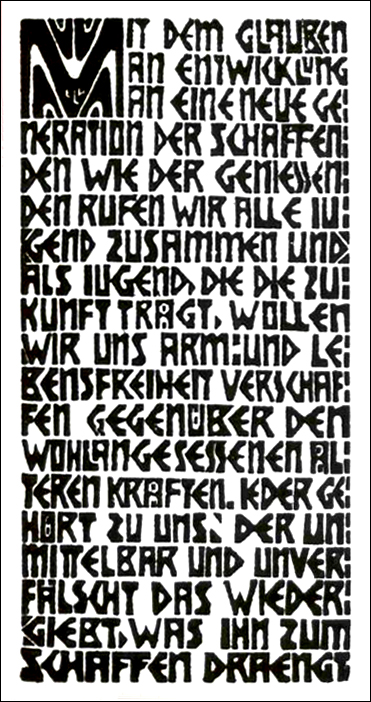
Program ideowy grupy:
drzeworyt Ernsta Ludwiga Kirchnera z roku 1906.

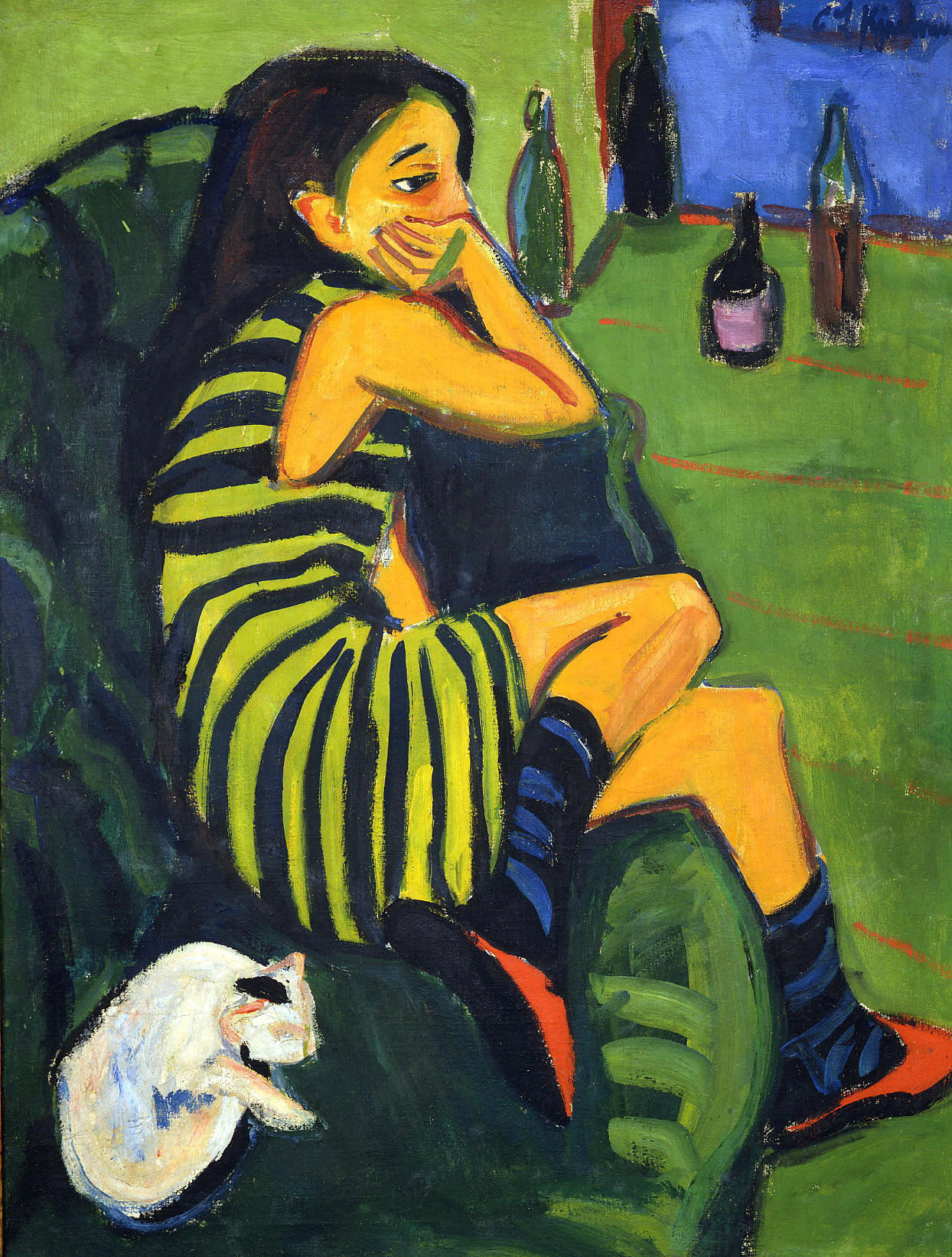
Ernst Ludwig Kirchner, Artistin - Marcella, 1910.

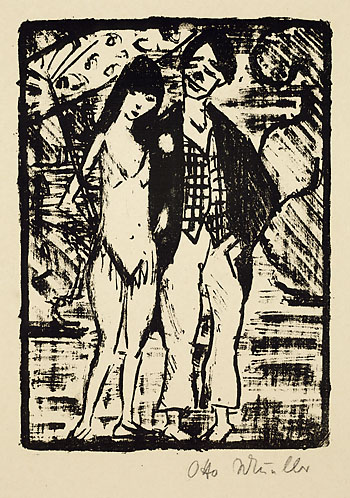
Otto Mueller, Zirkuspaar, 1920.

Die Brücke (niem. Most, inne nazwy Brücke lub KG Brücke) – ugrupowanie niemieckich artystów ekspresjonistów, które powstało w Dreźnie w 1905 roku. Założone zostało przez czterech studentów architektury: Fritza Bleyla, Ericha Heckela, Ernsta Ludwiga Kirchnera i Karla Schmidt-Rottluffa. Później dołączyli do nich: Emil Nolde i Max Pechstein (1906) oraz Otto Mueller (1910).
Członkowie grupy poszukiwali nowych form artystycznej ekspresji, stojących w opozycji do tradycji akademickiej tamtego czasu. Ponadto pragnęli nawiązać kontakty z artystami wyznającymi podobne poglądy. Prezentowali swoją sztukę organizując zbiorowe wystawy. Ich działalność miała znaczący wpływ na kształtowanie się europejskiej sztuki XX wieku i doprowadziła do powstania nurtu nazywanego ekspresjonizmem. 

## Członkowie
Członkami grupy byli:
- Ernst Ludwig Kirchner (1905–1913)
- Karl Schmidt-Rottluff (1905–1913)
- Fritz Bleyl (1905–1907)
- Erich Heckel (1905–1913)
- Max Pechstein (1906–1912)
- Emil Nolde (1906–1907)
- Otto Mueller (1910–1913)

Luźno związani z grupą byli:
- Cuno Amiet (1906–1913)
- Akseli Gallen-Kallela (1907–1908)
- Kees van Dongen (1908–1913)
- Franz Nölken (1908–1912)
- Bohumil Kubišta (1911–1913)

## Program estetyczny
Artyści tworzący w kręgu grupy „Die Brücke” starali się oddać ekspresję w swoich dziełach poprzez kolor i formę. Odrzucono tradycyjne zasady perspektywy i prawidłowe proporcje. Deformacje i barwy (będące obrazem emocji, a nie naśladujące właściwości  przedmiotów) miały przybliżyć wewnętrzne odczucie autora i jego odczuwanie świata.
Ernst Ludwig Kirchner zapisał w postaci drzeworytu manifest programowy „Die Brücke”:

Mit dem Glauben an Entwicklung, an eine neue Generation der Schaffenden wie der Genießenden rufen wir alle Jugend zusammen, und als Jugend, die die Zukunft trägt, wollen wir uns Arm- und Lebensfreiheit verschaffen gegenüber den wohlangesessenen älteren Kräften. Jeder gehört zu uns, der unmittelbar und unverfälscht wiedergibt, was ihn zum Schaffen drängt.

Z wiarą w rozwój, w nowe pokolenie twórców i odbiorców sztuki, wzywamy całą młodzież: Jako młodzież niosąca przyszłość, pragniemy wywalczyć sobie wolność ramion i życia przeciw zasiedziałym starszym siłom. Każdy, kto bezpośrednio i szczerze oddaje to, co go pcha do twórczości, jest jednym z nas.

## Muzeum Brücke
W Berlinie znajduje się muzeum, powstałe dzięki inicjatywie Karla Schmidt-Rottluffa, poświęcone twórczości artystów związanych z grupą „Die Brücke”. Zostało ono otwarte dla publiczności w 1967. W swoich murach mieści największą kolekcję niemieckiego ekspresjonizmu.